# Urussanga
Urussanga est une ville brésilienne du sud de l'État de Santa Catarina.

## Généralités
Urussanga fut fondée par un ingénieur originaire de l'État du Maranhão, Joaquim Vieira Ferreira, le 26 mai 1878, et devint une municipalité le 6 octobre 1900. Principal noyau de peuplement italien dans le sud de Santa Catarina, la ville est surtout connue pour sa gastronomie et pour la production de vin. Les années paires, il s'y tient la Festa do Vinho (« fête du vin » en français), et les années impaires, le Ritorno alle Origini (de l'italien, « retour aux origines » en français). La première a lieu au mois d'août et la seconde le jour de l'anniversaire de la municipalité. On y célèbre la culture héritée des premiers immigrants, avec force musique, nourriture et vin.
Pendant longtemps, la principale activité de la ville fut l'extraction de houille. En effet, la ville se situe sur l'un des principaux bassins carbonifères du pays (avec les villes de Lauro Müller, Siderópolis et Criciúma).

## Géographie
Urussanga se situe par une latitude de 28° 31′ 04″ sud et une longitude de 49° 19′ 15″ ouest, à une altitude de 49 mètres.
Sa population était de 20 222 habitants au recensement de 2010. La municipalité s'étend sur 240 km2.
La topographie de la municipalité est assez accidentée, avec seulement 30 % de terres planes pour 70 % avec une pente supérieure à 20 %. La ville possède un climat subtropical humide, sans saison sèche avec un été chaud. Les températures varient de 42,2 °C à 4,6 °C, pour une moyenne annuelle de 19,2 °C. L'hiver est froid et humide, avec quelques gelées occasionnelles. Les pluies sont bien réparties sur l'année, sans périodes de sécheresse et n'occasionnant pas d'inondations fréquentes. La pluviométrie est de 1 540 mm par an, pour une humidité relative moyenne de l'air de 81,5 %.
La végétation est de type cerrado, avec présence de quelques arbres natifs.
Elle fait partie de la microrégion de Criciúma, dans la mésorégion Sud de Santa Catarina.

## Hydrographie
La ville est baignée par le rio Urussanga. Ses eaux présentent cependant un état de pollution caractérisée, principalement du fait de la présence d'entreprises d'extraction de houille.

## Économie
Le tissu économique de la ville est assez diversifié. Dans le secteur industriel, on compte les industries plastique, céramique, du meuble, ainsi que de production d'équipements agricoles. Au niveau de l'agriculture, on distingue principalement les cultures du maïs, du haricot, du riz et du tabac, ainsi que la viticulture et l'élevage de porcs et de volailles.

## Administration
La municipalité est constituée d'un seul district, siège du pouvoir municipal.

## Villes voisines
Urussanga est voisine des municipalités (municípios) suivantes :
- Lauro Müller
- Orleans
- Pedras Grandes
- Cocal do Sul
- Treviso
- Siderópolis